# Lions de Trois-Rivières
A Lions de Trois-Rivières (angol: Trois-Rivières Lions) egy kanadai jégkorongcsapat a Québec tartománybeli Trois-Rivières-ből. A klub az ECHL-ben szerepel, a mérkőzéseit a Colisée Vidéotronban játssza. A csapatot 2021-ben alapították, a National Hockey League-ből a Montréal Canadiens, az American Hockey League-ből a Rocket de Lavallal van partneri szerződése. A csapat a város korábbi professzionális jégkorong csapata után kapta a nevét, ami 1955 és 1960 között működött ugyanúgy Lions de Trois-Rivières néven.

## Története
A klubot 2021-ben alapították. Trois-Rivières városa új jégcsarnok építésébe kezdett a korábbi Colisée de Trois-Rivières leváltására, ami a Colisée Vidéotron lett. Az arénát 2021 szeptemberében avatták fel, és októbertől kezdődően a Lions de Trois-Rivières játszott benne a 2021-22-es szezonban. 2021 januárjától a Montréal Canadiens ECHL-partnere a csapat.

## Helyezések
| Főszezon | Főszezon | Főszezon | Főszezon | Főszezon | Főszezon | Főszezon | Főszezon | Főszezon |                                             | Rájátszás   | Rájátszás | Rájátszás |
| Szezon   | LM       | GY       | GY. H.   | V. H.    | V        | G        | P        | Helyezés | Nyolcaddöntő                                | Negyeddöntő | Elődöntő  | Döntő     |
| -------- | -------- | -------- | -------- | -------- | -------- | -------- | -------- | -------- | ------------------------------------------- | ----------- | --------- | --------- |
| 2021–22  | 69       | 26       | 8        | 6        | 29       | 230-233  | 74       | 7.       | Vereség a Newfoundland Growlers ellen (3-4) | -           | -         | -         |
| 2022–23  | 72       | 24       | 5        | 3        | 40       | 216-273  | 61       | 13.      | -                                           | -           | -         | -         |
| 2023–24  | 69       | 25       | 6        | 8        | 30       | 204-229  | 70       | 8.       | Vereség a Norfolk Admirals ellen (2-4)      | -           | -         | -         |

## Vezetőedzők
- Éric Bélanger: 2021. június – 2022. november
- Marc-André Bergeron: 2022. november – 2023. június
- Pascal Rhéaume: 2023. június – 2023. augusztus
- Ron Choules: 2023. augusztus – napjainkig